# Thomas Elliot Bowman III
Thomas Elliot Bowman III (21 oktober 1918 - 10 augustus 1995) was een Amerikaanse carcinoloog die vooral bekend was vanwege zijn onderzoek naar pissebedden en eenoogkreeftjes. 
Bowman is geboren en opgegroeid in Brooklyn, New York. Hij studeerde af aan de Kent School in Kent, Connecticut in 1937 en Harvard College in 1941. Tijdens de Tweede Wereldoorlog verbleef hij vier jaar in het Amerikaanse leger en behaalde hij een diploma diergeneeskunde aan de Universiteit van Pennsylvania. Daarna ging hij naar de Universiteit van Californië - Berkeley, waar hij een masterdiploma behaalde, en werkte vervolgens bij de Scripps Institution of Oceanography, waar hij een Ph.D. behaalde, uitgereikt door de Universiteit van Californië - Los Angeles.
Tijdens zijn carrière schreef Bowman 163 artikelen in een stijl die wordt vergeleken met die van Ernest Hemingway en Albert Camus. Naast het beschrijven van 116 nieuwe soorten (waaronder 55 isopoden, 28 eenoogkreeften, één suctoriaan en één pijlworm), 16 geslachten en één orde, Mictacea, produceerde Bowman ook belangrijke werken over de structurele homologie van het telson en de evolutie van oogstengels. 

## Naar hem toegewijde taxa
Een aantal taxonomische namen zijn naar Thomas Bowman vernoemd:
- Apseudes bowmani Gutu & Iliffe, 1989
- Bahalana bowmani Ortiz & Lenana, 1997
- Cymbasoma bowmani Suárez-Morales & Gasca, 1998
- Halicyclops bowmani Da Rocha & Iliffe, 1993
- Hansenium bowmani (Kensley, 1984)

## Taxa
Taxa genoemd door Thomas Bowman zijn onder meer:
- Acrocalanus andersoni Bowman, 1958
- Aequorivita Bowman & Nichols, 2002
- Aequorivita antarctica Bowman & Nichols, 2002
- Algoriphagus Bowman, Mancuso Nichols & Gibson, 2003
- Algoriphagus ratkowskyi Bowman, Mancuso Nichols & Gibson, 2003
- Americamysis almyra (Bowman, 1964)
- Anapronoidae Bowman & Gruner, 1973
- Anilocra monoma Bowman & Tareen, 1983
- Annina fustis Bowman & Iliffe, 1991
- Annina kumari (Bowman, 1971)
- Bopyrella harmopleon Bowman, 1956
- Boreomysis oparva Saltzman & Bowman, 1993
- Brumimicrobium Bowman, Mancuso Nichols & Gibson, 2003
- Brumimicrobium glaciale Bowman, Mancuso Nichols & Gibson, 2003
- Bythocaris cryonesus Bowman & R.B. Manning, 1973
- Caecidotea alleghenyensis Lewis, Bowman & Feller, 2011
- Caecidotea beattyi Lewis & Bowman, 1981
- Caecidotea bicrenata whitei Lewis & Bowman, 1981
- Caecidotea bilineata Lewis & Bowman, 1996
- Caecidotea carolinensis Lewis & Bowman, 1977
- Caecidotea chiapas Bowman, 1975
- Caecidotea filicispeluncae Bowman & Hobbs, 1983
- Caecidotea kenki (Bowman, 1967)
- Caecidotea lesliei Lewis & Bowman, 1981
- Halosbaena fortunata Bowman & Iliffe, 1986
- Haptolana Bowman, 1966
- Haptolana trichostoma Bowman, 1966
- Heteromysoides dennisi Bowman, 1985
- Hyperia crassa Bowman, 1973
- Hyperia leptura Bowman, 1973
- Hyperietta Bowman, 1973
- Hyperietta parviceps Bowman, 1973
- Hyperietta stebbingi Bowman, 1973
- Hyperietta stephenseni Bowman, 1973
- Hyperionyx Bowman, 1973
- Mexilana Bowman, 1975
- Mexilana saluposi Bowman, 1975
- Mexistenasellus colei Bowman, 1982
- Mexistenasellus nulemex Bowman, 1982
- Mictacea Bowman, Garner, Hessler, Iliffe & Sanders, 1985
- Mictocaris Bowman & Iliffe, 1985
- Mictocaris haplope Bowman & Iliffe, 1985
- Miostephos Bowman, 1976
- Miostephos cubrobex Bowman, 1976
- Primno abyssalis (Bowman, 1968)
- Primno brevidens Bowman, 1978
- Primno johnsoni Bowman, 1978
- Pseudoalteromonas prydzensis Bowman, 1998
- Pseudocyclops cokeri Bowman & González, 1961
- Pseudocyclops paulus Bowman & González, 1961
- Pseudocyclops rostratus Bowman & González, 1961
- Pseudocyclops rubrocinctus Bowman & González, 1961
- Pseudodiaptomus cokeri González & Bowman, 1965
- Speocirolana hardeni Bowman, 1992
- Speocirolana pubens Bowman, 1982
- Speonebalia Bowman, Yager & Iliffe, 1985
- Speonebalia cannoni Bowman, Yager & Iliffe, 1985
- Sphaerolana karenae Rodriguez-Almaraz & Bowman, 1995
- Sphaeronella dikrothrix (Kornicker & Bowman, 1969)
- Sphaeronella hebe (Bowman & Kornicker, 1968)
- Sphaeronella monothrix (Bowman & Kornicker, 1967)
- Spinoscina Bowman & Gruner, 1973
- Stygiomysis clarkei Bowman, Iliffe & Yager, 1984
- Stygiomysis major Bowman, 1976
- Stygocyathura specus (Bowman, 1965)
- Subsaxibacter Bowman & Nichols, 2005
- Subsaxibacter broadyi Bowman & Nichols, 2005
- Subsaximicrobium Bowman & Nichols, 2005
- Subsaximicrobium saxinquilinus Bowman & Nichols, 2005
- Subsaximicrobium wynnwilliamsii Bowman & Nichols, 2005
- Surinamysis Bowman, 1977
- Surinamysis merista (Bowman, 1980)
- Syncyamus Bowman, 1955
- Syncyamus pseudorcae Bowman, 1955
- Thermosphaeroma cavicauda Bowman, 1985
- Thermosphaeroma macrura Bowman, 1985
- Thermosphaeroma milleri Bowman, 1981
- Thermosphaeroma smithi Bowman, 1981
- Tisbe monozota Bowman, 1962
- Tortanus (Acutanus) compernis Gonzalez & Bowman, 1965
- Tortanus (Atortus) lophus Bowman, 1971
- Tortanus (Atortus) scaphus Bowman, 1971

- Bibsys: 90293286
- CiNii: DA06137201
- International Standard Name Identifier: 0000 0000 8214 8527
- Library of Congress Control Number: n79100501
- Nationale Bibliotheek van Tsjechië: jx20050629008
- Nationale Bibliotheek van Israël: 987007453523905171
- Nederlandse Thesaurus van Auteursnamen: 06903303X
- SNAC: w66z4xqf
- Système universitaire de documentation: 074132768
- Virtual International Authority File: 30819960
- WorldCat: E39PBJyrVfFthxxCB6BwmDBHG3